# Grand Prix automobile des Pays-Bas 1952
GP précédent GP suivant
Le Grand Prix des Pays-Bas 1952 (IV Grote Prijs van Nederland), disputé sous la réglementation Formule 2 sur le circuit de Zandvoort le 17 août 1952, est la vingt-deuxième épreuve du championnat du monde de Formule 1 courue depuis 1950 et la septième manche du championnat 1952.

## Contexte avant le Grand Prix

### Le championnat du monde

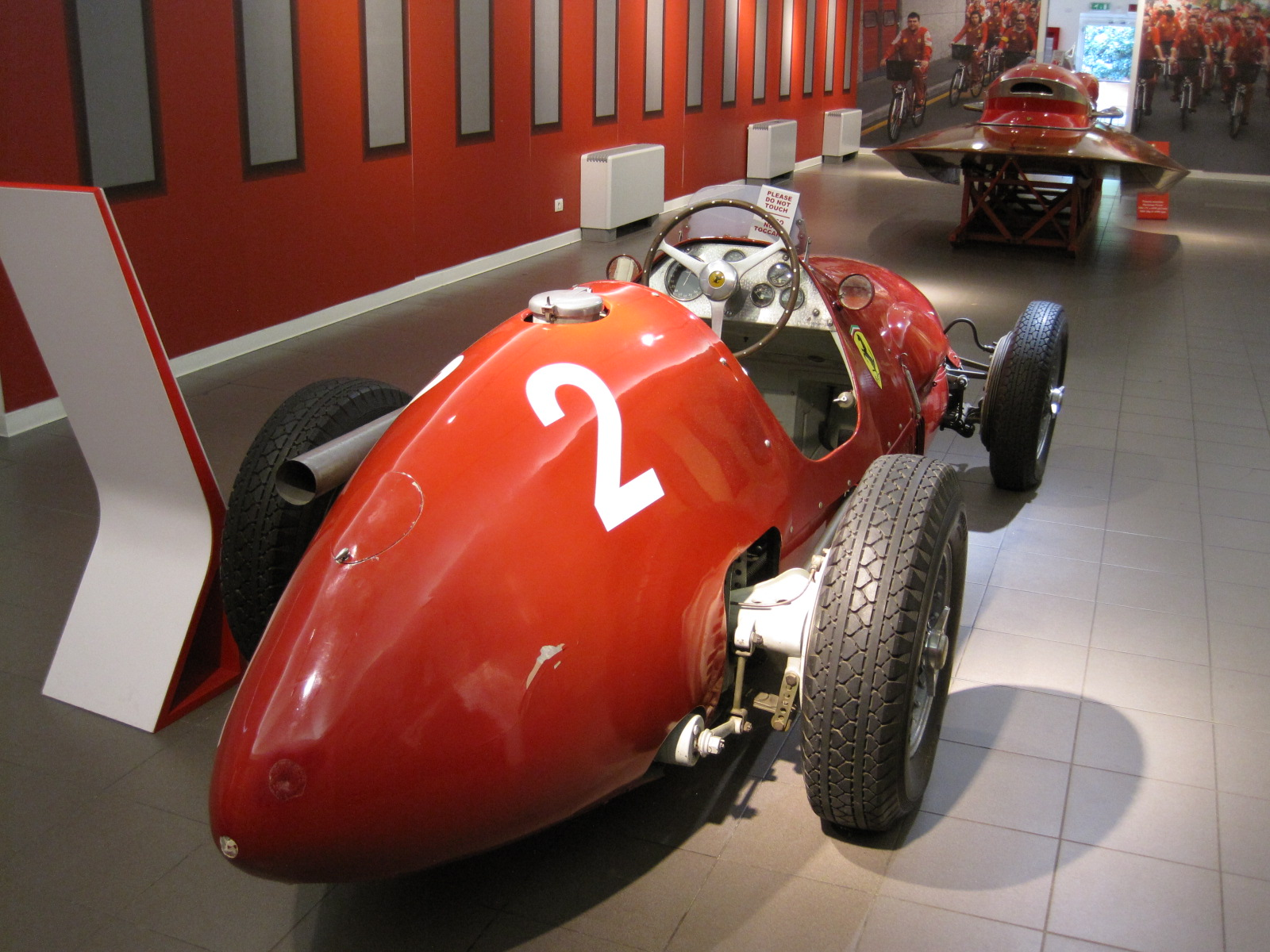
Le championnat 1952 est dominé par la Ferrari 500 F2, jusqu'alors invaincue.

Les principaux constructeurs de F1 s'étant désengagés à la fin de la saison 1951, le championnat du monde 1952 se dispute sous la réglementation formule 2 (moteurs deux litres atmosphériques), exception faite de l'épreuve des 500 miles d'Indianapolis, traditionnellement disputée suivant l'ancienne formule internationale (moteurs trois litres suralimentés ou quatre litres et demi atmosphériques). Depuis le début de saison, la Scuderia Ferrari, qui dispose avec la 500 F2 de la monoplace la plus puissante et la plus homogène du plateau, domine totalement le championnat et a remporté toutes les manches européennes. Avec quatre victoires consécutives, son premier pilote Alberto Ascari est déjà assuré du titre mondial, alors que deux épreuves restent à courir : Pays-Bas et Italie.

### Le circuit

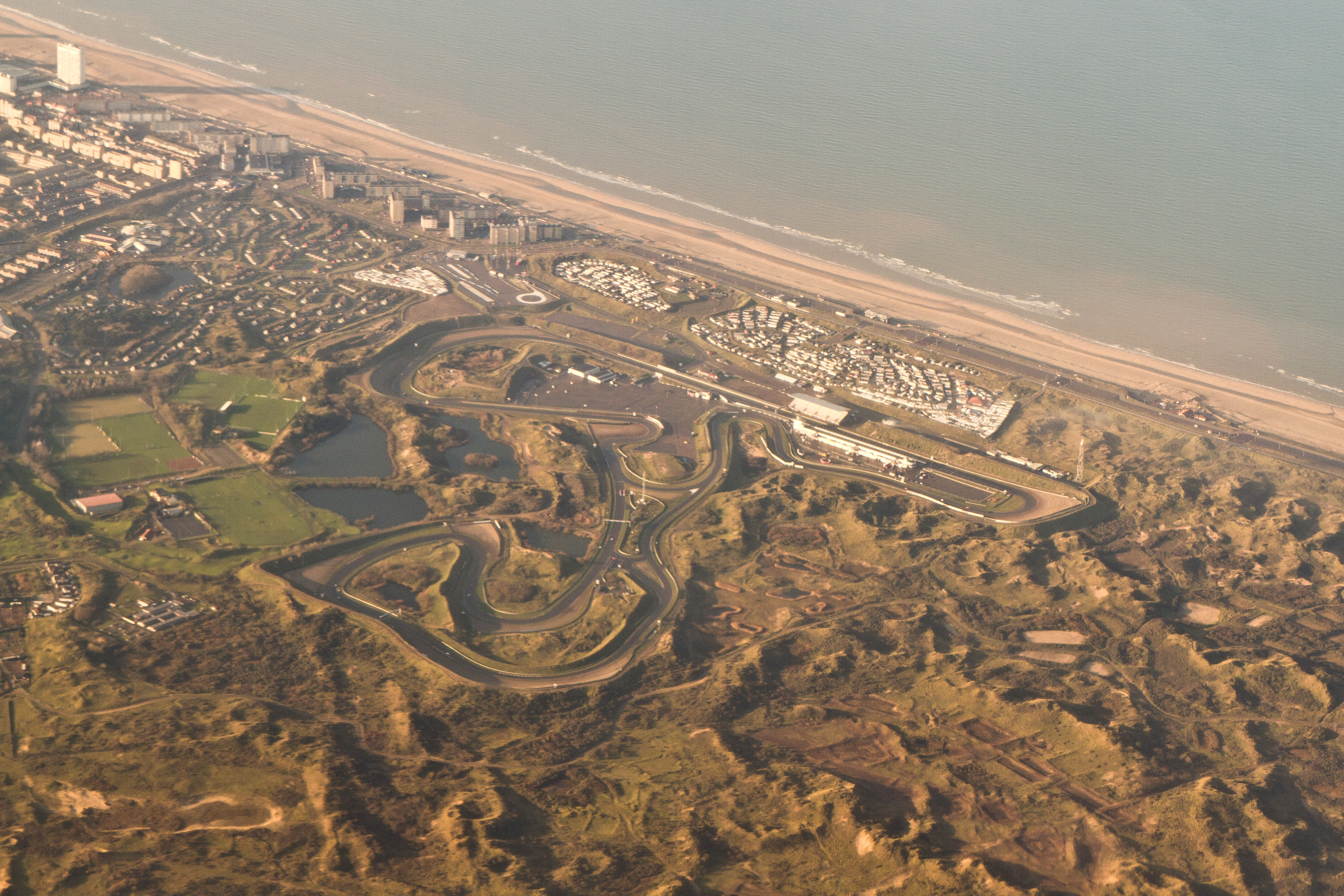
Vue aérienne du circuit actuel, qui emprunte en partie le tracé initial.

Construit en bord de mer, dans les dunes, à la fin des années 1940, le circuit est situé à une vingtaine de kilomètres à l'ouest d'Amsterdam. Il fut inauguré en 1948 à l'occasion du Grand Prix de Zandvoort, épreuve de formule 1 remportée par le Prince Bira sur Maserati, à 117,6 km/h de moyenne. C'est en 1950 qu'eut lieu le premier Grand-Prix des Pays-Bas, qui vit la victoire de Louis Rosier sur Talbot-Lago. Pour la première fois en 1952 l'épreuve est sélective pour le championnat du monde des pilotes. Le circuit développe 4,2 km et comporte de nombreux virages, dont l'épingle de Tarzan située juste après la ligne de départ, et ne permet pas des vitesses très élevées. Le record de la piste est détenu par Raymond Sommer, sur Talbot, qui effectua un tour en 1 min 52 s 1 (134,655 km/h) lors du Grand-Prix des Pays-Bas 1950.

## Monoplaces en lice
- Ferrari 500 "Usine"

La Ferrari 500 F2 est depuis le début de saison la référence absolue de la catégorie. Elle dispose d'un quatre cylindres d'une très grande souplesse, développant 175 chevaux à 7500 tr/min pour les versions "Usine" (les versions "clients" étant volontairement bridées à 6500 tr/min). La Scuderia Ferrari engage trois voitures, deux pour ses pilotes habituels Alberto Ascari (déjà assuré du titre mondial) et Giuseppe Farina, la troisième étant confiée à Luigi Villoresi, écarté plusieurs mois des circuits à la suite d'un accident, qui fait son retour en compétition. Piero Taruffi, actuel second du championnat, qui disposait de la troisième monoplace durant la convalescence de Villoresi, ne participe pas à l'épreuve. Une quatrième monoplace de la marque est présente : celle de l'Écurie Francorchamps, pilotée par Charles de Tornaco.
- Gordini T16 "Usine"

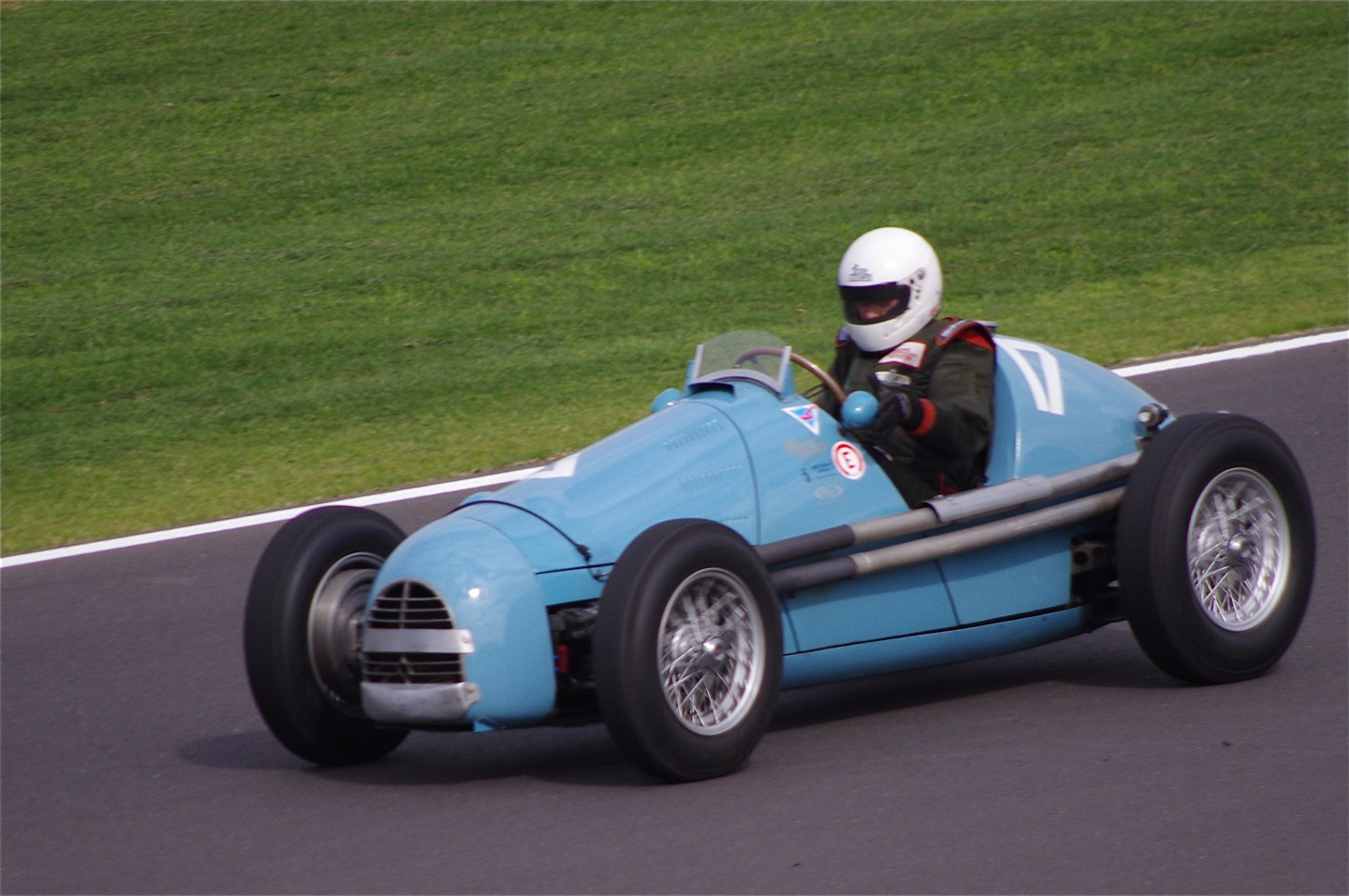
Une Gordini Type 16, lors d'une course historique.

Comme au Nürburgring deux semaines plus tôt, Jean Behra, Robert Manzon et Maurice Trintignant sont engagés sur les trois monoplaces T16 d'usine. Très légères et maniables, ces monoplaces disposent d'un moteur six cylindres développant environ 150 chevaux, et parviennent occasionnellement à concurrencer les Ferrari (comme à Reims où, hors championnat, Behra a devancé Ascari), mais sont souvent handicapées par un manque de préparation. Le pilote et journaliste Paul Frère pilotera quant à lui une ancienne T15 de l'Écurie Belge.
- HWM 52 "Usine"

En l'absence de Peter Collins qui participe alors aux neuf heures de Goodwood (catégorie Sport) pour Aston Martin, la petite structure britannique HWM engage ses trois modèles 52 à moteur quatre cylindres Alta d'environ 145 chevaux pour Lance Macklin et Duncan Hamilton, pilotes habituels de la marque, et pour le pilote local Dries Van der Lof qui fait ses débuts en championnat.
- ERA Type G "Usine"

Stirling Moss dispose de son habituelle ERA Type G engagée par le constructeur, équipée d'un moteur Bristol développant environ 130 chevaux. C'est l'une des monoplaces les moins performantes du plateau.
- Cooper T20

Leslie Hawthorn engage une Cooper T20 à moteur Bristol pour son fils Mike, révélation de la saison au volant de cette voiture. Grâce à son expérience des moteurs d'avion, Leslie Hawthorn est parvenu à obtenir 150 chevaux de l'antique moteur six cylindres en utilisant un additif (nitrométhane) dans le carburant. Exploitant au mieux le rapport poids/puissance favorable de l'agile Cooper, Mike Hawthorn a fait des débuts très remarqués en championnat, terminant notamment quatrième à Circuit de Spa-Francorchamps et troisième à Silverstone.
- Maserati

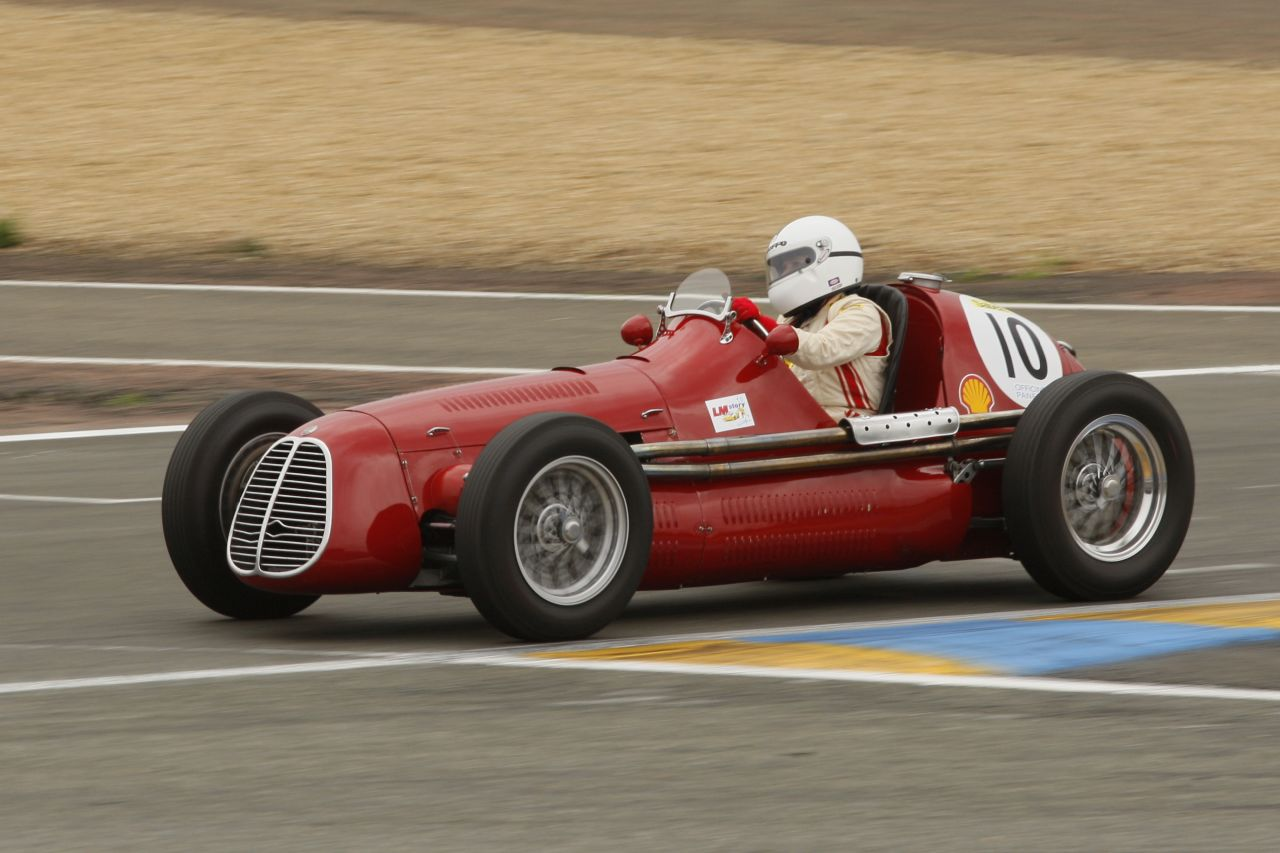
Absente officiellement, l'usine Maserati est représentée par l'Escuderia Bandeirantes, qui a engagé trois A6GCM.

L'usine est une nouvelle fois absente, mais la marque est représentée par l'Escuderia Bandeirantes (une écurie brésilienne), qui a engagé trois monoplaces A6GCM à moteur six cylindres pour ses pilotes Chico Landi et Gino Bianco, ainsi que pour le pilote local Jan Flinterman, dont c'est la première apparition en championnat.
- Connaught A

En l'absence de l'usine, une seule Connaught est présente : celle du Britannique Ken Downing. Cette monoplace est équipée d'un moteur quatre cylindres Lea Francis, d'une puissance de l'ordre de 145 chevaux.
- Frazer Nash

La Scuderia Franera engage une Frazer Nash à moteur Bristol (environ 140 chevaux dans sa dernière évolution) pour Ken Wharton, qui a terminé quatrième du Grand Prix de Suisse.

## Coureurs inscrits
| no | Pilote              | Écurie                 | Constructeur  | Modèle            | N° châssis   | Moteur         | Pneumatiques |
| -- | ------------------- | ---------------------- | ------------- | ----------------- | ------------ | -------------- | ------------ |
| 2  | Alberto Ascari      | Scuderia Ferrari       | Ferrari       | Ferrari 500       | 5            | Ferrari L4     | P            |
| 4  | Giuseppe Farina     | Scuderia Ferrari       | Ferrari       | Ferrari 500       | 4            | Ferrari L4     | P            |
| 6  | Luigi Villoresi     | Scuderia Ferrari       | Ferrari       | Ferrari 500       | 6            | Ferrari L4     | P            |
| 8  | Jean Behra          | Equipe Gordini         | Gordini       | Gordini T16       | 32           | Gordini L6     | E            |
| 10 | Robert Manzon       | Equipe Gordini         | Gordini       | Gordini T16       | 31           | Gordini L6     | E            |
| 12 | Maurice Trintignant | Equipe Gordini         | Gordini       | Gordini T16       | 34           | Gordini L6     | E            |
| 14 | Paul Frère          | Écurie Belge           | Simca-Gordini | Simca-Gordini T15 | 15-GC        | Gordini L4     | E            |
| 16 | Chico Landi         | Escuderia Bandeirantes | Maserati      | Maserati A6GCM    | 2032         | Maserati L6    | P            |
| 18 | Gino Bianco         | Escuderia Bandeirantes | Maserati      | Maserati A6GCM    | 2033         | Maserati L6    | P            |
| 20 | Jan Flinterman      | Escuderia Bandeirantes | Maserati      | Maserati A6GCM    | 2034         | Maserati L6    | P            |
| 22 | Ken Downing         | Privé                  | Connaught     | Connaught A       | A3           | Lea Francis L4 | D            |
| 24 | Charles de Tornaco  | Écurie Francorchamps   | Ferrari       | Ferrari 500       | 0208         | Ferrari L4     | E            |
| 26 | Lance Macklin       | HW Motors              | HWM           | HWM 52            | 01           | Alta L4        | D            |
| 28 | Duncan Hamilton     | HW Motors              | HWM           | HWM 52            | 02           | Alta L4        | D            |
| 30 | Dries Van der Lof   | HW Motors              | HWM           | HWM 52            | 03           | Alta L4        | D            |
| 32 | Mike Hawthorn       | Leslie Hawthorn        | Cooper        | Cooper T20        | CB-4-52      | Bristol L6     | D            |
| 34 | Ken Wharton         | Scuderia Franera       | Frazer Nash   | Frazer Nash 421   | 421/200/172S | Bristol L6     | D            |
| 36 | Stirling Moss       | ERA Ltd                | ERA           | ERA Type G        | R1G          | Bristol L6     | D            |

## Qualifications
Les séances qualificatives ont lieu les vendredi et samedi précédant la course. Ce circuit favorise les qualités de tenue de route et de motricité des Ferrari 500, et dès le vendredi Alberto Ascari bat les meilleurs chronos réalisés jusqu'ici par les anciennes F1 : quoique disposant de cent chevaux de moins, avec un tour en 1 min 48 s 4 il descend de plus de trois secondes le record de la piste obtenu deux ans plus tôt par Raymond Sommer sur Talbot. Le lendemain, il améliore encore, réalisant 1 min 46 s 5, et obtient une nouvelle pole position, loin devant son coéquipier Giuseppe Farina, distancé de plus de deux secondes. Une nouvelle fois Mike Hawthorn étonne les spécialistes : tirant le meilleur parti de son agile Cooper, il réalise le troisième temps et complète la première ligne, à cinq secondes d'Ascari, reléguant la troisième Ferrari de Luigi Villoresi en seconde ligne au côté de la Gordini de Maurice Trintignant.

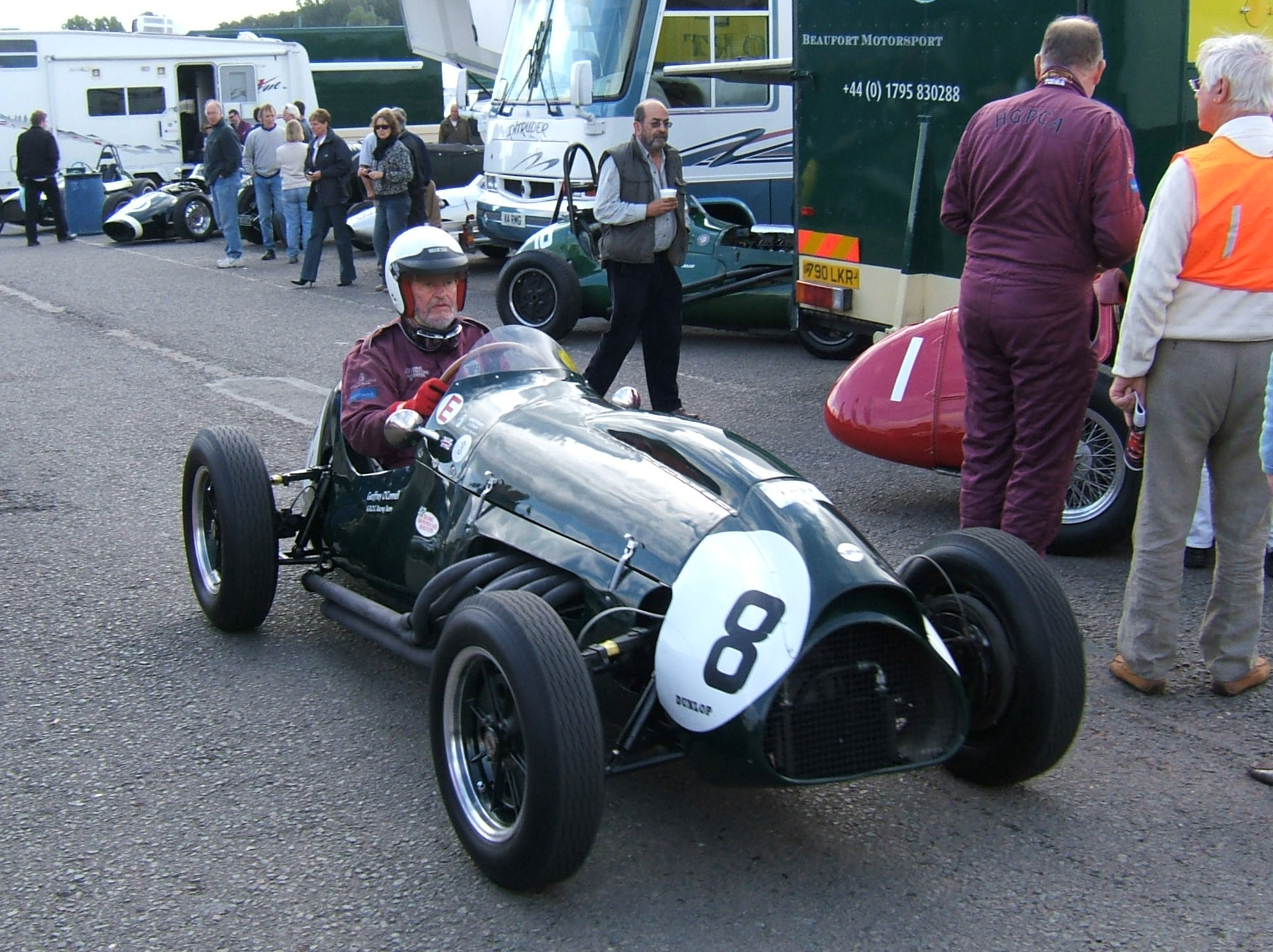
Une Cooper T20, semblable à celle de Mike Hawthorn, troisième temps des essais.

| Pos. | no | Pilote              | Écurie                | Temps        | Écart    |
| ---- | -- | ------------------- | --------------------- | ------------ | -------- |
| 1    | 2  | Alberto Ascari      | Ferrari               | 1 min 46 s 5 |          |
| 2    | 4  | Giuseppe Farina     | Ferrari               | 1 min 48 s 6 | + 2 s 1  |
| 3    | 32 | Mike Hawthorn       | Cooper-Bristol        | 1 min 51 s 6 | + 5 s 1  |
| 4    | 6  | Luigi Villoresi     | Ferrari               | 1 min 51 s 8 | + 5 s 3  |
| 5    | 12 | Maurice Trintignant | Gordini               | 1 min 53 s 0 | + 6 s 5  |
| 6    | 8  | Jean Behra          | Gordini               | 1 min 54 s 5 | + 8 s 0  |
| 7    | 34 | Ken Wharton         | Frazer Nash-Bristol   | 1 min 54 s 7 | + 8 s 2  |
| 8    | 10 | Robert Manzon       | Gordini               | 1 min 54 s 8 | + 8 s 3  |
| 9    | 26 | Lance Macklin       | HWM-Alta              | 1 min 55 s 2 | + 8 s 7  |
| 10   | 28 | Duncan Hamilton     | HWM-Alta              | 1 min 55 s 8 | + 9 s 3  |
| 11   | 14 | Paul Frère          | Simca-Gordini         | 1 min 58 s 2 | + 11 s 7 |
| 12   | 18 | Gino Bianco         | Maserati              | 1 min 58 s 2 | + 11 s 7 |
| 13   | 22 | Ken Downing         | Connaught-Lea Francis | 1 min 58 s 6 | + 12 s 1 |
| 14   | 30 | Dries Van der Lof   | HWM-Alta              | 1 min 59 s 4 | + 12 s 9 |
| 15   | 20 | Jan Flinterman      | Maserati              | 2 min 01 s 8 | + 15 s 3 |
| 16   | 16 | Chico Landi         | Maserati              | 2 min 02 s 1 | + 15 s 6 |
| 17   | 24 | Charles de Tornaco  | Ferrari               | 2 min 03 s 7 | + 17 s 2 |
| 18   | 36 | Stirling Moss       | ERA-Bristol           | Pas de temps | -        |

## Grille de départ du Grand Prix
| 1re ligne | Pos. 3                         |                                  | Pos. 2                           |                                | Pos. 1                      |
|           | Hawthorn Cooper 1 min 51 s 6   |                                  | Farina Ferrari 1 min 48 s 6      |                                | Ascari Ferrari 1 min 46 s 5 |
| 2e ligne  |                                | Pos. 5                           |                                  | Pos. 4                         |                             |
|           |                                | Trintignant Gordini 1 min 53 s 0 |                                  | Villoresi Ferrari 1 min 51 s 8 |                             |
| 3e ligne  | Pos. 8                         |                                  | Pos. 7                           |                                | Pos. 6                      |
|           | Manzon Gordini 1 min 54 s 8    |                                  | Wharton Frazer Nash 1 min 54 s 7 |                                | Behra Gordini 1 min 54 s 5  |
| 4e ligne  |                                | Pos. 10                          |                                  | Pos. 9                         |                             |
|           |                                | Hamilton HWM 1 min 55 s 8        |                                  | Macklin HWM 1 min 55 s 2       |                             |
| 5e ligne  | Pos. 13                        |                                  | Pos. 12                          |                                | Pos. 11                     |
|           | Downing Connaught 1 min 58 s 6 |                                  | Bianco Maserati 1 min 58 s 2     |                                | Frère Gordini 1 min 58 s 2  |
| 6e ligne  |                                | Pos. 15                          |                                  | Pos. 14                        |                             |
|           |                                | Flinterman Maserati 2 min 01 s 8 |                                  | Van der Lof HWM 1 min 59 s 4   |                             |
| 7e ligne  | Pos. 18                        |                                  | Pos. 17                          |                                | Pos. 16                     |
|           | Moss ERA pas de temps          |                                  | Tornaco Ferrari 2 min 03 s 7     |                                | Landi Maserati 2 min 02 s 1 |

## Déroulement de la course

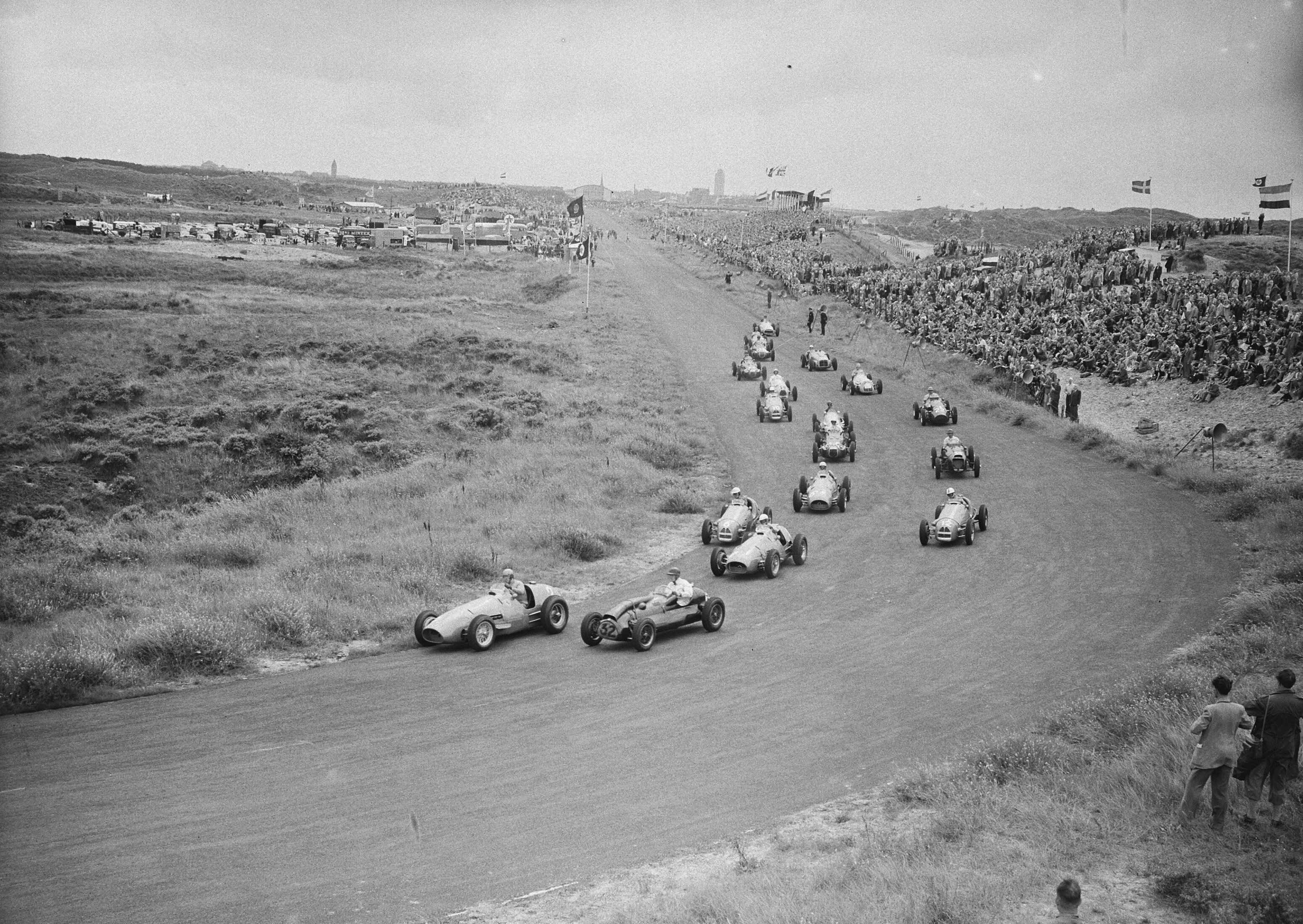
Le premier virage après le départ : la Ferrari d'Ascari vire en tête ; sur sa petite Cooper, Hawthorn est presque à sa hauteur.

Distributeur cassé le samedi des essais, la Gordini de Jean Behra n'est pas en état de disputer la course, faute de pièces de rechange. Néanmoins, Amédée Gordini demande à son chef mécanicien d'effectuer une réparation de fortune dans le seul but d'aligner la voiture sur la grille et toucher ainsi la prime de départ (les primes étant la principale source de revenus de l'équipe). Avant le baisser du drapeau, le moteur tourne à nouveau, mais Behra sait qu'il ne pourra effectuer, au mieux, que quelques kilomètres et a consigne d'attaquer au maximum.
Il pleut au moment du départ. Comme à son habitude, Alberto Ascari (Ferrari) prend immédiatement la tête, tandis que, sur sa petite Cooper, Mike Hawthorn parvient à devancer la seconde Ferrari de Giuseppe Farina. Au premier virage, le jeune Britannique se porte pratiquement à la hauteur d'Ascari, mais le champion italien tient la corde et conserve son avantage. Au premier passage devant les stands, Ascari et Hawthorn passent groupés, devant Farina. Maurice Trintignant (Gordini) est quatrième, juste devant la troisième Ferrari pilotée par Luigi Villoresi. Malgré sa voiture mal en point, Behra est parvenu à boucler ce premier tour en sixième position. Au second tour, Farina prend le meilleur sur Hawthorn, tandis que Villoresi déborde Trintignant. Behra est toujours sixième, derrière son coéquipier qu'il dépasse peu après, prenant la cinquième place, position qu'il va occuper pendant plusieurs tours, avant que la magnéto ne finisse par céder. Hawthorn s'est fait déborder par Villoresi au cinquième tour, les trois Ferrari officielles sont en tête et ne vont plus être inquiétées, malgré la pluie qui redouble d'intensité.
Ascari, impérial dans ces conditions, est déjà hors d'atteinte. Hawthorn se maintient quelques tours dans le sillage des deux autres Ferrari, mais finit par perdre le contact. Il est cependant loin devant Robert Manzon qui a dépassé son coéquipier Trintignant. Dès lors, les positions en tête ne vont plus guère évoluer, la course sombre dans la monotonie. Au dix-neuvième tour, Manzon perd deux places au profit de Trintignant et de Duncan Hamilton (HWM), il parviendra à reprendre sa position avant la mi-course. Ignorant les injonctions de son stand qui lui demandent de ralentir, Ascari conserve un rythme très soutenu, dans un style très pur. Aux deux tiers de l'épreuve, il s'est construit une avance de plus d'une minute sur Farina, un tour sur Villoresi ! La pluie cessant en fin d'épreuve, il va même fixer le record à plus de 137,4 km/h de moyenne dans l'avant-dernière boucle. Il remporte une nouvelle victoire, la cinquième consécutive en championnat. Malgré l’opiniâtreté d'Hawthorn en début de course, les Ferrari se sont encore une fois montré irrésistibles et réalisent un facile triplé, terminant avec deux tours d'avance sur la Cooper du pilote britannique.  

### Classements intermédiaires
Classements intermédiaires des monoplaces aux premier, deuxième, cinquième, dixième, vingtième, trentième, quarantième et soixantième tours.

### Classement de la course

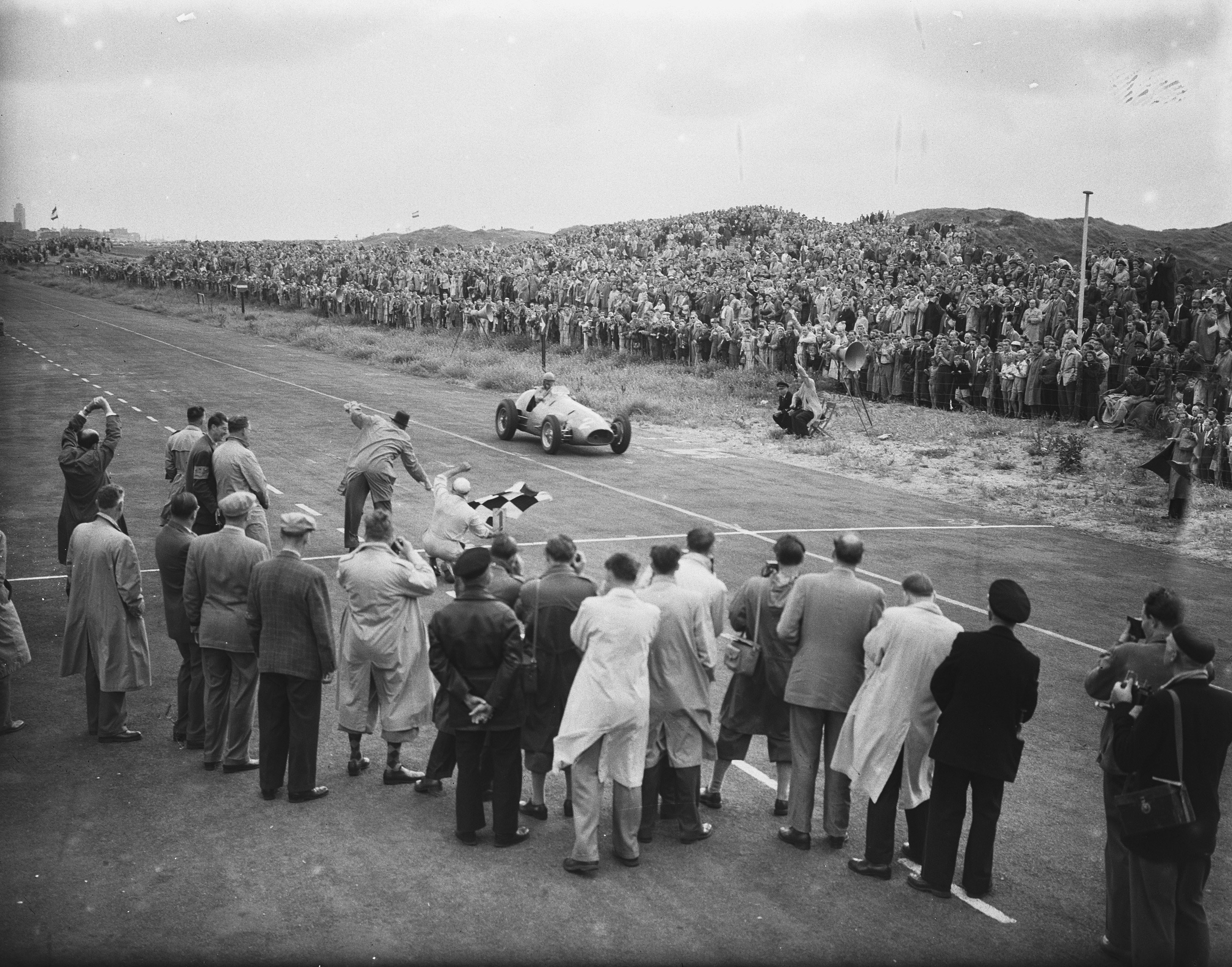
L'arrivée victorieuse d'Alberto Ascari.

| Pos  | No | Pilote                     | Écurie                | Tours | Temps/Abandon     | Grille | Points |
| ---- | -- | -------------------------- | --------------------- | ----- | ----------------- | ------ | ------ |
| 1    | 2  | Alberto Ascari             | Ferrari               | 90    | 2 h 53 min 28 s 5 | 1      | 9      |
| 2    | 4  | Nino Farina                | Ferrari               | 90    | + 40 s 1          | 2      | 6      |
| 3    | 6  | Luigi Villoresi            | Ferrari               | 90    | + 1 min 34 s 4    | 4      | 4      |
| 4    | 32 | Mike Hawthorn              | Cooper-Bristol        | 88    | + 2 tours         | 3      | 3      |
| 5    | 10 | Robert Manzon              | Gordini               | 87    | + 3 tours         | 8      | 2      |
| 6    | 12 | Maurice Trintignant        | Gordini               | 87    | + 3 tours         | 5      |        |
| 7    | 28 | Duncan Hamilton            | HWM-Alta              | 85    | + 5 tours         | 10     |        |
| 8    | 26 | Lance Macklin              | HWM-Alta              | 84    | + 6 tours         | 9      |        |
| 9    | 16 | Chico Landi Jan Flinterman | Maserati              | 83    | + 7 tours         | 16     |        |
| Abd. | 34 | Ken Wharton                | Frazer-Nash-Bristol   | 76    | Roulement de roue | 7      |        |
| Abd. | 36 | Stirling Moss              | ERA                   | 73    | Moteur            | 18     |        |
| Nc.  | 30 | Dries Van der Lof          | HWM-Alta              | 70    | Non classé        | 14     |        |
| Abd. | 22 | Ken Downing                | Connaught-Lea Francis | 27    | Pression d'huile  | 13     |        |
| Abd. | 24 | Charles de Tornaco         | Ferrari               | 19    | Moteur            | 17     |        |
| Abd. | 14 | Paul Frère                 | Simca-Gordini         | 15    | Embrayage         | 11     |        |
| Abd. | 8  | Jean Behra                 | Gordini               | 10    | Panne électrique  | 6      |        |
| Abd. | 20 | Jan Flinterman             | Maserati              | 7     | Différentiel      | 15     |        |
| Abd. | 18 | Gino Bianco                | Maserati              | 4     | Transmission      | 12     |        |

Légende:
- Abd.=Abandon

### Pole position et record du tour
- Pole position :  Alberto Ascari en 1 min 46 s 5 (vitesse moyenne : 141,735 km/h). Temps réalisé lors de la deuxième journée d'essais[7].
- Meilleur tour en course :  Alberto Ascari en 1 min 49 s 8 (vitesse moyenne : 137,475 km/h) au quatre-vingt-neuvième tour.

### Tours en tête
- Alberto Ascari : 90 tours (1-90)

## Classement général à l'issue de la course
- attribution des points : 8, 6, 4, 3, 2 respectivement aux cinq premiers de chaque épreuve et 1 point supplémentaire pour le pilote ayant accompli le meilleur tour en course (signalé par un astérisque)
- Seuls les quatre meilleurs résultats sont comptabilisés. Alberto Ascari doit donc décompter les neuf points acquis aux Pays-Bas, totalisant trente-six points effectifs pour quarante-cinq points marqués.

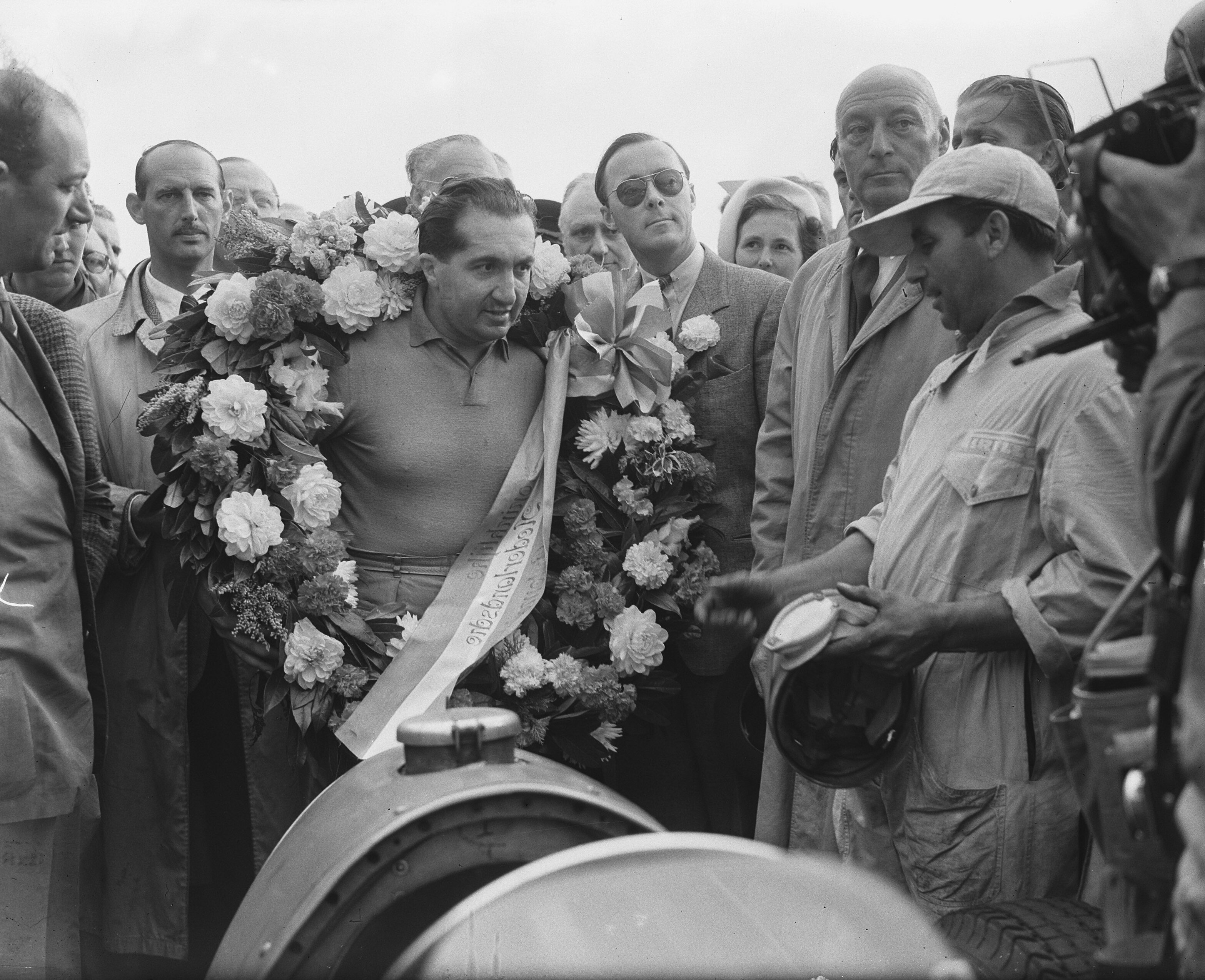
Alberto Ascari a signé à Zandvoort sa cinquième victoire consécutive en championnat.

| Pos. | Pilote              | Écurie       | Points  | SUI | 500 | BEL | FRA | GBR | ALL | NL   | ITA |
| ---- | ------------------- | ------------ | ------- | --- | --- | --- | --- | --- | --- | ---- | --- |
| 1    | Alberto Ascari      | Ferrari      | 36 (45) | -   | -   | 9*  | 9*  | 9*  | 9*  | (9*) |     |
| 2    | Giuseppe Farina     | Ferrari      | 24      | -   | -   | 6   | 6   | -   | 6   | 6    |     |
| 3    | Piero Taruffi       | Ferrari      | 22      | 9*  | -   | -   | 4   | 6   | 3   | -    |     |
| 4    | Rudi Fischer        | Ferrari      | 10      | 6   | -   | -   | -   | -   | 4   | -    |     |
|      | Mike Hawthorn       | Cooper       | 10      | -   | -   | 3   | -   | 4   | -   | 3    |     |
| 6    | Robert Manzon       | Gordini      | 9       | -   | -   | 4   | 3   | -   | -   | 2    |     |
| 7    | Troy Ruttman        | Kuzma        | 8       | -   | 8   | -   | -   | -   | -   | -    |     |
| 8    | Jim Rathmann        | Kurtis Kraft | 6       | -   | 6   | -   | -   | -   | -   | -    |     |
|      | Jean Behra          | Gordini      | 6       | 4   | -   | -   | -   | -   | 2   | -    |     |
| 10   | Sam Hanks           | Kurtis Kraft | 4       | -   | 4   | -   | -   | -   | -   | -    |     |
|      | Luigi Villoresi     | Ferrari      | 4       | -   | -   | -   | -   | -   | -   | 4    |     |
| 12   | Ken Wharton         | Frazer Nash  | 3       | 3   | -   | -   | -   | -   | -   | -    |     |
|      | Duane Carter        | Lesovsky     | 3       | -   | 3   | -   | -   | -   | -   | -    |     |
|      | Dennis Poore        | Connaught    | 3       | -   | -   | -   | -   | 3   | -   | -    |     |
| 15   | Alan Brown          | Cooper       | 2       | 2   | -   | -   | -   | -   | -   | -    |     |
|      | Art Cross           | Kurtis Kraft | 2       | -   | 2   | -   | -   | -   | -   | -    |     |
|      | Paul Frère          | HWM          | 2       | -   | -   | 2   | -   | -   | -   | -    |     |
|      | Maurice Trintignant | Gordini      | 2       | -   | -   | -   | 2   | -   | -   | -    |     |
|      | Eric Thompson       | Connaught    | 2       | -   | -   | -   | -   | 2   | -   | -    |     |
| 20   | Bill Vukovich       | Kurtis Kraft | 1       | -   | 1*  | -   | -   | -   | -   | -    |     |

## À noter
- 7e victoire en championnat du monde pour Alberto Ascari en championnat du monde, nouveau record.
- 9e victoire et 30e podium en championnat du monde pour Ferrari en tant que constructeur.
- 9e victoire et 30e podium en championnat du monde pour Ferrari en tant que motoriste.
- Voiture copilotée : no 16 : Chico Landi (43 tours) puis Jan Flinterman (40 tours).